# Centro de Documentación e Investigación Ferroviarias
El Centro de Documentación e Investigación Ferroviarias (CEDIF), es el área del Centro Nacional para la Preservación del Patrimonio Cultural Ferrocarrilero de la Secretaría de Cultura del Gobierno de México, que tiene como propósito preservar, organizar, describir y difundir los documentos históricos, planos, fotografías y publicaciones especializadas, que produjeron las empresas privadas ferroviarias y, sobre todo, la propia empresa pública Ferrocarriles Nacionales de México  (FNM) durante el siglo XIX y casi todo el siglo XX, los cuales se resguardan en sus instalaciones ubicadas dentro del Museo Nacional de los Ferrocarriles Mexicanos en la ciudad de Puebla.

## Historia
La empresa pública Ferrocarriles Nacionales de México (FNM), poco antes de emprender su proceso de liquidación, puso en marcha entre 1995 al 1998, el Programa Nacional de Rescate del Patrimonio Histórico, Cultural y Artístico (Pronare), cuya organización y operación quedó a cargo del Museo Nacional de los Ferrocarriles Mexicanos (MNFM), con el propósito de localizar y trasladar a las instalaciones del MNFM  los objetos y acervos documentales que la empresa creó a lo largo de su historia. Debido al inmenso volumen de éstos, en 1997 se crea el Centro de Documentación e Investigación Ferroviarias (Cedif) con el fin de contar con un espacio adecuado para resguardar el patrimonio documental legado por los ferrocarriles mexicanos, así como para fomentar y facilitar su consulta e investigación.

## Fondos y colecciones
Los distintos fondos y colecciones de los acervos del Cedif, se componen de documentos de archivo, planos, fotografías e impresos de la empresa pública FNM, así como los producidos por las empresas ferroviarias que le dieron origen, y los de otras empresas que fueron integrando durante su existencia. Las fechas extremas de los documentos resguardados son 1825 a 2013, con un total aproximado de 4 500 metros lineales, la lengua que predomina es el español, aunque también documentos en inglés, sobre todo los fechados del siglo XIX y principios del siglo XX.
A partir de 1997 comenzaron a elaborarse las primeras fichas de registro, siguiendo como metodología la Norma ISAD-G. Actualmente, en apego a la Ley General de Archivo, el Cedif fomenta el resguardo, difusión y acceso a los bienes documentales, mediante los servicios de consulta que se ofrecen en el Archivo Histórico, la Biblioteca Especializada, la Fototeca y la Planoteca, que son las áreas que lo conforman. 
Por sus características, el Archivo General de la Nación, en atención a las facultades que le otorga el artículo 44, fracción XX y los artículos 40 al 51 de la Ley Federal de Archivos, publicada el 23 de enero de 2012, el 19 de noviembre de 2013 le otorgó al Cedif, la Cédula del Registro Nacional de Archivos Históricos con el código MX2M4CDIF.
De la misma manera, en el 2015 el Comité Mexicano Memoria del Mundo, UNESCO otorgó el Registro Memoria del Mundo, México UNESCO, al Centro de Documentación e Investigación Ferroviarias (CEDIF), por el importante acervo documental que sustenta la historia de los ferrocarriles mexicanos de 1825 a 1958, invaluable patrimonio de los mexicanos que es preciso proteger, conservar y difundir.

### Archivo Histórico
El origen de los acervos del Archivo Histórico se remontan a 1994 cuando llegaron a las instalaciones del Museo tres grupos documentales: Nóminas de FNM, 1920-1940, Nóminas del Ferrocarril Mexicano, 1917-1935 y Apizaco. 1926-1963. Con el Programa Nacional de Rescate del Patrimonio Histórico, Cultural y Artístico de los Ferrocarriles Mexicanos (PRONARE) el Archivo Histórico tuvo un crecimiento exponencial cuando los acervos documentales rescatados fueron trasladados al CEDIF. Con estos y otros acervos se formaron los siguientes grupos documentales: Fondo Ferrocarriles Nacionales de México (1856-1997), Fondo Ferrocarril Sudpacífico de México (1871-1997),  Fondo Ferrocarril Mexicano (1869-1950), Fondo Sindicato de Trabajadores Ferrocarrileros de la República Mexicana, Sección 21, Puebla (1930-1997).  El acervo forma un conjunto de 3 mil metros lineales de documentación contenidos en aproximadamente 6 mil cajas.
Uno de los documentos valiosos es el referente a las concesiones que se otorgaron para dar origen al Ferrocarril Nacional Mexicano, que se encuentra en el fondo de la Junta Directiva, sección Líneas originarias. Se trata de tres documentos en los que quedó plasmado la cimiente de lo que posteriormente sería el Ferrocarril Nacional Mexicano, una de las compañías que dieron forma a Ferrocarriles Nacionales de México, en 1908. Los papeles en cuestión informan de los años convulsos del México de mediados del siglo XIX, cuando fue invadido por Estados Unidos y por Francia. El primer documento es una concesión que el gobierno de Ignacio Comonfort otorgó para la construcción de una línea férrea de Matamoros, Tamaulipas hacia Monterrey, Nuevo León, en 1856. El segundo es la concesión que el emperador Maximiliano otorgó a Scipion Sauvage para la construcción de un ferrocarril de México a Toluca, en 1865, y el tercer documento es otra concesión, la otorgada por el presidente Benito Juárez a Mariano Riva Palacio para que tendiera las vías del ferrocarril de México a Toluca y a Cuautitlán, en 1870.

### Planoteca
La planoteca resguarda el acervo de planos del ferrocarril más importante de nuestro país. Contiene más de 200 mil planos que dan cuenta de unos 150 años del andar de los trenes que se diseñaron, construyeron y funcionaron en México. Los planos del ferrocarril contienen aspectos topográficos y arquitectónicos de las vías y la infraestructura que se realizó para hacer posible que por primera vez se comunicarán todos los territorios por donde pasaron las vías férreas, haciendo posible que personas y productos llegarán a lugares donde antes era difícil su transporte.
En los planos del ferrocarril podemos observar los trazos a nivel nacional y regional de las rutas ferroviarias; los patios y edificios que servían en las estaciones; los talleres; los puentes y alcantarillas, y otras estructuras más que fueron necesarias para que el tren llegara a sus destinos. Estos planos que resguarda el CEDIF, se elaboraron en  diferentes soportes tales como papel y tela calca y con distintas técnicas que son el reflejo de la etapa histórica en la cual fueron hechos. El idioma que prevalece en los materiales resguardados en la Planoteca es el español, aunque también hay materiales en inglés y alemán, por mencionar algunos.
En los acervos de la planoteca destacan los del Fondo Orizaba, los cuales fueron encontrados en esa ciudad veracruzana. Se trata del acervo más importante de la primera gran ruta construida en nuestro país, la del Ferrocarril Mexicano y sus ramales. Son poco más de ocho mil los planos que lo conforman, entre ellos los topográficos, arquitectónicos de estaciones, talleres, bodegas, almacenes; de puentes, túneles y alcantarillas. También hay diagramas técnicos de máquinas de vapor, herrajes y accesorios de vía, entre otros más, que abarcan un periodo de 1865 a 1989. Otro Fondo impactante es el del Ferrocarril Imperial Mexicano. Los planos que lo conforman fueron rescatados durante dos etapas, la primera de febrero a agosto de 1996, en una bodega del taller de carpintería; y la otra, de junio a septiembre de 1998 en la oficina de un ingeniero residente. Por las fechas que se consignan en algunos de ellos se puede deducir que fueron hechos entre 1865 y 1866. Los materiales dan cuenta del esplendor que prometía el Segundo Imperio a partir de los proyectos inscritos en estos planos de singular técnica y gran belleza estética. Son innegables otros aspectos relevantes, como el artístico, por el dibujo y coloreado, que aún se mantienen vivos, o su valor técnico, ya que consignan varias obras de carácter monumental y atrevido para la época.

### Fototeca
La Fototeca fue creada en el año de 1990, ante la llegada de fotografías donadas por extrabajadores ferrocarrileros al Museo Nacional de los Ferrocarriles Mexicanos. La paulatina incorporación de imágenes de diversas fototecas del país, de las fotografías que ilustraron la revista Ferronales entre los años cincuenta y noventa, de la imágenes de la Comisión de Avalúo e inventarios de FNM, así como todas aquellas que ingresaron por el Pronare, permiten contar con un acervo aproximado de 86 000 imágenes en diversos formatos, 10 000 placas de  negativos, en su mayoría en formato 8 x 10” y 5 x 7” en nitrocelulosa, y 35 mm en película de seguridad. El acervo incluye un aproximado de 5 000 diapositivas, 216 videos en formato Beta, VHS, y DVD, así como 37 películas en carrete.
Las imágenes se han organizado en tres fondos y nueve colecciones, respetando su orden de procedencia, por lo que algunos están organizados por tema, por orden cronológico, por línea y kilómetro, en los que podemos encontrar buena parte de la infraestructura ferroviaria como estaciones, talleres, casas de sección, puentes, alcantarillas, entre otros, así como equipo rodante, trabajadores, funcionarios de la empresa FNM y más.
Gran parte de los materiales corresponden a la década de 1920, así como de los años que van de 1950 a 1990, aunque se conservan algunas fotos originales de finales del siglo XIX y principios del siglo XX.
El fondo más importante, considerado así por su volumen, temática, y temporalidad es Ferrocarriles Nacionales de México (FNM) en sus secciones: Comisión de Avalúo e Inventarios con 31 500 fotografías en blanco y negro, de los años 1926 a 1930, registro detallado de buena parte de las líneas ferroviarias que pertenecían a Ferrocarriles Nacionales de México para esos años, en donde se aprecia su infraestructura. Así como Revista Ferronales con 29 000 imágenes, que abarcan un periodo de 40 años, de 1950 a 1990, en donde encontramos diversos aspectos de la temática ferrocarrilera, que fueron presentados en la revista Ferronales.
El acervo se resguarda en una bóveda climatizada, que incluye deshumidificadores para el control de la humedad los 365 días del año. Los materiales donde se almacenan las imágenes, los negativos, las diapositivas y las películas son libres de ácido y los aíslan de la humedad del ambiente.

### Biblioteca Especializada
Tiene sus orígenes en el año de 1988 cuando el director de Ferrocarriles Nacionales de México, licenciado Andrés Caso Lombardo, entregó, por acuerdo del Consejo de Administración de la empresa un lote de libros, revistas y folletos que integrarían el acervo documental del Museo Nacional de los Ferrocarriles Mexicanos (MNFM) que se inauguró en mayo de ese año. Los primeros impresos que llegaron al Museo constituyeron el acervo de la Biblioteca Pública y el Fondo Reservado, este último con libros y revistas especializadas en ferrocarriles.
En 1995, como resultado del Pronare, el acervo bibliohemerográfico del Museo se acrecentó. Fue entonces cuando la dirección de la institución tomó la decisión de separar el Fondo reservado de la Biblioteca Pública, transferir los materiales al Centro de Documentación e Investigación Ferroviarias (Cedif) y constituir el Departamento de Biblioteca especializada.
Durante 1996, llegaron al MNFM impresos que se localizaron en el Instituto de Capacitación Ferrocarrilera y en los Departamentos del Express, de Personal, de Vías y Estructuras, Electricidad y Telégrafos, entre otros de los Nacionales de México. Actualmente la Biblioteca cuenta con un acervo que cubre un periodo que va de 1825 a 2019. En su mayoría se integra por libros que abordan diversos aspectos de la temática ferrocarrilera, que van desde el desarrollo histórico, técnico y económico de las compañías ferroviarias que operaron en nuestro país, hasta libros de instrucción de personal, de administración, diseño, especificación y adquisición de equipo rodante; o sobre la problemática laboral, la construcción de vías y estructuras, entre otros temas. También alberga materiales únicos, especializados, o considerados verdaderas joyas, por su singularidad.

### Archivo de la Palabra
El Centro Nacional para la Preservación del Patrimonio Cultural Ferrocarrilero a través del Centro de Documentación e Investigación Ferroviarias realiza proyectos encaminados a rescatar testimonios de los trabajadores del riel. En 2007, convocó al Certamen Nacional de Testimonios Ferrocarrileros “Jesús García Corona”, y gracias a ello comenzó a realizar las gestiones y actividades necesarias a fin de crear el Programa Archivo de la Palabra “Jesús García Corona”. A la fecha son más de 100 entrevistas a actores sociales que tienen alguna relación con los ferrocarriles, tales como: trabajadores jubilados y en activo, migrantes que hacen uso del tren en la mal llamada La Bestia, con testimonios que han mostrado una gran diversidad de versiones y visiones del universo de los ferrocarriles mexicanos.

## Investigación
Además de la preservación de los acervos documentales y los servicios de consulta, en el Cedif se desarrollan investigaciones en materia ferroviaria de tres tipos:
1. Investigación propia 
Se trata de investigaciones que tienen como principal objetivo dar a conocer el potencial que tienen las fuentes documentales, gráficas e impresas en materia de ferrocarriles y su patrimonio para las diversas disciplinas y derivan en artículos de divulgación. Se desarrolla por los responsables de los departamentos que integran este Centro, en las siguientes líneas de investigación:
- Gastronomía ferroviaria
- Ferrocarril y género
- Historia de líneas
- Ferrocarril y Revolución
- Ingenieros ferroviarios

2. Proyectos especiales de investigación 
Se desarrollan por académicos de instituciones nacionales y extranjeras. Tienen como fuente primaria los acervos del Centro y derivan en publicaciones del CNPPCF. 
3. Apoyo a la investigación
Son estudios que se desarrollan desde el ámbito académico, de una institución pública o privada; por los interesados del gremio ferrocarrilero o por particulares. Generalmente derivan en una tesis, tesina, publicación.

## Publicaciones
El Centro Nacional para la Preservación del Patrimonio Cultural Ferrocarrilero (CNPPCF) publica, desde hace más de 20 años, distintos tipos de obras impresas y, a finales del siglo XX, también comenzó a hacerlo en forma digital. Catálogos, memorias, obras académicas con temas de historia y patrimonio de los ferrocarriles, publicaciones periódicas, así como coediciones publicadas con el propósito de dar a conocer documentos e investigaciones históricas relacionadas con el acervo documental gráfico, bibliográfico y de archivo que tiene bajo resguardo. Con el apoyo de la Dirección General de Publicaciones de la Secretaría de Cultura, el CNPPCF ha coordinado una serie de obras elaboradas por profesionales afiliados a instituciones académicas del país y del extranjero, que han conformado tres sellos editoriales: Colección Cuadernillos del Museo, El Centauro y Horizonte Ferroviario.

### Revista Digital Mirada Ferroviaria
La revista digital Mirada Ferroviaria, es una publicación que nació en el otoño de 1999 bajo el nombre de Boletín Documental con el fin de difundir el acervo documental del Centro de Documentación e Investigación Ferroviarias (CEDIF) y convertirse en una plataforma disponible para que estudiosos e interesados en el tema ferroviario pudieran dar a conocer sus avances de investigación.
Actualmente, Mirada Ferroviaria es una revista digital que suma 40 números y alrededor de 150 artículos publicados a disposición del público en su micrositio [www.miradaferroviaria.mx] que la ha mantenido como el instrumento de socialización más importante entre investigadores y estudiosos sobre los temas más diversos que abarca el ferrocarril: trabajadores, nacionales y extranjeros, sindicato, funcionarios, huelgas, aspectos técnicos; constructores, estaciones, entre otros. 
En sus páginas ha contado con la colaboración de investigadores de diversas instituciones académicas, tales como: El Colegio de San Luis, la Universidad Nacional Autónoma de México, el Instituto José María Luis Mora, la Universidad Autónoma Metropolitana, la Benemérita Universidad Autónoma de Puebla, la Universidad Autónoma de Baja California; el Archivo General de la Nación; el Archivo General del Estado de Yucatán; el Archivo General Municipal de Puebla, entre otros, así como de los jefes de Departamento que integran el CEDIF.

## Actividades al público

### Encuentro Nacional de Investigadores del Ferrocarril
Desde 1988 y con el doble fin de dar a conocer los trabajos de investigación que se realizan en México y abrir un espacio de discusión, intercambio y diálogo se ha convocado al Encuentro Nacional de Investigadores del Ferrocarril, el cual se ha convertido, a lo largo de los años, en un foro académico único, íntegramente dedicado al ferrocarril, a su cultura y a su patrimonio tangible e intangible. 
Las primeras cuatro ediciones de los Encuentros de Investigadores del Ferrocarril las impulsó la empresa Ferrocarriles Nacionales de México (FNM). A partir de la quinta edición en el año de 2000, ya integrados al Consejo Nacional para la Cultura y las Artes –actualmente- Secretaria de Cultura, se ha contado con la colaboración y el apoyo de diversas universidades e instituciones académicas de las ciudades sede; distintos colegios de investigación y dependencias gubernamentales de los tres niveles de gobierno, así como de empresas concesionarias y mantenedoras del ferrocarril.
Hasta el momento se han efectuado XII Encuentros: siete en la ciudad de Puebla, dos en la ciudad de San Luis Potosí, uno en la ciudad de Xalapa, Veracruz, y otro más en las instalaciones del Centro de las Artes, del Consejo de la Cultura y las Artes de Nuevo León, en Monterrey. Cabe resaltar que la emisión del último se llevó a cabo en 2020 por primera vez en modalidad virtual.

### Presentaciones Editoriales
Esta actividad tiene como propósito promover y difundir aquellas novedades editoriales, nacionales e internacionales, así como trabajos de investigación originales e inéditos que traten sobre cualquier aspecto relacionado con los ferrocarriles y su patrimonio. Son eventos virtuales que se llevan a cabo en colaboración con la red de museos ferrocarrileros y con otros espacios culturales y cuentan con la participación de los autores y de especialistas en los temas de que se trate.

### Charlas de café
Esta actividad tiene como propósito difundir la relevancia y la riqueza del patrimonio ferrocarrilero en nuestra memoria histórica, cultural y colectiva. Tiene como objetivo generar el diálogo entre los especialistas del ferrocarril y de su patrimonio en relación con temas sobre los procesos y personajes relevantes en la conformación de la historia de México.  

### Seminarios y cursos
La difusión e interpretación de la historia del ferrocarril en México, es una de las tareas fundamentales del Centro Nacional para la Preservación del Patrimonio Cultural Ferrocarrilero, labor que lleva a cabo a través del Museo Nacional de los Ferrocarriles Mexicanos (MNFM) y del Centro de Documentación e Investigación Ferroviarias (CEDIF).
Para cumplir con lo anterior, se requiere de la convergencia de distintas miradas disciplinares, tales como la económica, política, social, histórica, artística, cultural, entre otras; que permitan una cierta integración de saberes que puedan dar como resultado una mejora sustancial en los alcances de la comprensión de los fenómenos asociados a los estudios del ferrocarril en México.
Vías convergentes tiene como objetivo propiciar el intercambio y la reflexión entre los diferentes especialistas y académicos sobre los aportes en torno al estudio de este medio de transporte desde las distintas miradas disciplinares.
I° Seminario de Vías Convergentes 
II° Seminario de Vías Convergentes

## Servicios del CEDIF
- Consulta gratuita en sala y vía remota, mediante carta de presentación.
- Reproducción de imágenes y planos con costo para el usuario.

- Asesoría histórica y técnica permanente y gratuita.